# 马格努斯·马格西穆斯
馬格努斯·馬格西穆斯（约335—388年8月28日）是383年至388年間西羅馬帝國皇帝。
383年，身為不列顛指揮官的馬格西穆斯奪取了格拉提安的皇位，在與狄奧多西一世交涉後成為西羅馬帝國皇帝。387年，馬格西穆斯意图入侵意大利，迫使瓦倫提尼安二世离开米兰，逃往狄奧多西处。两人遂自东部进攻意大利。先前杀死格拉提安的安德拉盖西乌斯于锡萨克被击溃，馬格西穆斯之兄长马塞利努斯也在普图伊落败，388年8月，馬格西穆斯于阿奎萊亞向狄奧多西投降，后被处死。一些历史学家认为，其死亡标志着罗马帝国对北高卢及不列颠直接统治的终结。